# Evropský festival mládežnických sborů
Evropský festival mládežnických sborů (Europäisches Jugendchorfestival, EJCF) je festival pro mládežnické sbory hlavně z Evropy. Konal se v letech 1995, 1998, 2001, 2004, 2007, 2010 a 2012, 2014, 2016, 2018 a 2021 (přesunuto z roku 2020) v Basileji.
Na festivalu vystupují pěvecké sbory ze všech částí Evropy. V roce 2018 přijeli i hosté z Jižní Afriky – chlapecký sbor Drakensberg Boys Choir a v roce 2004 přijel dětský pěvecký sbor Santa Cecília z Riversulu ve státě São Paulo v Brazílii pod vedením João Batisty Biglii a v choreografii Reynalda Puebly. Česko bylo na festivalu poprvé zastoupeno v roce 1998 sborem Jitro pod vedením Jiřího Skopala. Roku 2007 zde vystupoval liberecký sbor Severáček pod vedením Silvie Pálkové, v roce 2012 Kühnův dětský sbor a o dva roky později Motýli Šumperk.